# 伊万·波洛兹科夫
伊万·库兹米奇·波洛兹科夫（俄语：Ива́н Кузьми́ч Полозко́в；1935年2月16日—）是苏联党和国家领导人、俄罗斯苏维埃联邦社会主义共和国共产党中央第一书记。他曾多次发表讲话反对在苏联复辟资本主义。

## 生平
1935年，生于库尔斯克州索尔恩采夫斯基区列希普洛塔村的集体农庄庄员家庭。
1954年，在苏联军队服兵役。
1958年，加入苏联共产党。
1957年，任库尔斯克州索尔恩采夫斯基区物理文化体育委员会主席、区共青团委第二书记、第一书记、区党委督导员、区农庄与农场生产管理局党委副部、区党委书记、第二书记。
1965年，毕业于全苏财经函授学院。
1969年，任库尔斯克州党委副部长。
1972年，任雷尔区苏维埃执委会主席。
1973年，在苏共中央机关工作。
1977年，毕业于苏共中央高级党校函授班。
1980年，毕业于苏共中央社会科学院。
1985年，任克拉斯诺达尔边疆区党委第一书记，
1990年，任克拉斯诺达尔边疆区人民代表苏维埃主席、俄罗斯联邦苏维埃社会主义共和国最高苏维埃主席、任俄罗斯苏维埃联邦社会主义共和国共产党中央第一书记、为苏共中央政治局委员。
1991年，任苏联农业部副部长。
1993年，参加俄罗斯联邦共产党。
1996年，退休，任俄罗斯联邦共产党咨询委员会委员。